# Malvasia Nera di Brindisi
Die Rotweinsorte Malvasia Nera di Brindisi ist eine von vielen Varietäten aus der Familie der Malvasier innerhalb Italiens. Sie ist wie die Rebsorte Malvasia Nera di Lecce auch eine natürliche Kreuzung der Sorten Malvasia Bianca Lunga × Negroamaro.
Der Anbau der Sorte ist in den Provinzen Lucca und Grosseto in der Region Toskana, in der Metropolitanstadt Bari und den Provinzen Brindisi, Foggia, Lecce und Tarent in der Region Apulien empfohlen. Zugelassen ist sie des Weiteren in der Metropolitanstadt Florenz und der Provinz Pistoia (beide in der Toskana) sowie den kalabrischen Provinzen Catanzaro und Cosenza und der Metropolitanstadt Reggio Calabria.
Die spätreifende Sorte ist wuchsstark und liefert gute Erträge. Sie ist jedoch anfällig gegen den Mehltau sowie die Graufäule. Die Rotweine werden häufig im Verschnitt mit den Sorten Negroamaro und/oder Somarello Nero verwendet. Die Sorte findet unter anderem Eingang in den DOC-Wein Salice Salentino.

## Ampelographische Sortenmerkmale
In der Ampelographie wird der Habitus folgendermaßen beschrieben:
- Die Triebspitze ist offen. Sie ist weißwollig behaart, weißgelblich gefärbt mit leicht rötlich-bronzefarbenem Anflug. Die gelblichen Jungblätter sind leicht wollig behaart und bronzefarben gefleckt (Anthocyanflecken).
- Die mittelgroßen bis großen Blätter sind fünflappig und deutlich gebuchtet. Die Stielbucht ist lyren-förmig offen. Das Blatt ist stumpf gezahnt. Die Zähne sind im Vergleich der Rebsorten mittelgroß.
- Die kegelförmige Traube ist mittelgroß und dichtbeerig. Die rundlichen Beeren sind mittelgroß und von blauschwarzer Farbe. Der Saft der beere ist rötlich gefärbt (→ Färbertraube). Das Aroma der saftigen Beere ist neutral.

## Synonyme
Malvasia di Bitonto, Malvasia di Trani, Malvasia Negra, Malvasia Nera, Malvasia Nera di Bari, Malvasia Nera di Bitonto, Malvasia Nera di Candia, Malvasia Nera di Lecce, Malvasia Nera di Trani, Marvasia Niura
Siehe auch den Artikel Weinbau in Italien sowie die Liste der Rebsorten in Italien.